# Rocacinta
El Rocacinta és una muntanya de 1.049 metres situada al municipi de Maçanet de Cabrenys, a la comarca catalana de l'Alt Empordà.